# Punta Popper
La punta Popper es un accidente geográfico del mar Argentino del océano Atlántico, en el sector nordeste de la isla Grande de Tierra del Fuego, en la región austral de América del Sur. Pertenece al departamento Río Grande, de la provincia de Tierra del Fuego, Antártida e Islas del Atlántico Sur en el sur de la Patagonia argentina. Se encuentra localizada en las coordenadas: 53°46′46.33″S 67°39′57.39″O / -53.7795361, -67.6659417.
Posee costas bajas, arenosas y limosas, con abundantes guijarros. Presenta notables amplitudes de marea. Se encuentra en frente de la ciudad de Río Grande, de la cual está separada por la desembocadura del río Grande.
Los originales pobladores de esta zona eran amerindios de la etnia selknam, los que se extinguieron como etnia a principios del siglo XX, por causa de los colonizadores europeos, y principalmente por la acción de las enfermedades que estos últimos portaban y que en los nativos causaban estragos por no poseer defensas inmunológicas en razón de su milenario aislamiento.

## Descripción geográfica
La punta Popper es el extremo de una península triangular de 2 km de largo y algo más de 7 metros sobre el nivel marino en pleamar, que se extiende como barra o espiga rematando en su extremo en forma de martillo por un lomo perpendicular e inundable en las altas pleamares. Este cabo divide las aguas estuariales correspondientes a la boca del río Grande (las que lo bordean por su margen occidental), de las oceánicas del mar circundante (correspondientes a la costa oriental).
El borde marino prosigue hacia mayores latitudes con rumbo sudeste, de manera baja y rectilínea durante 11 km, hasta concluir en el cabo Peñas, de más de 30 m s. n. m. De manera opuesta, más allá del río Grande y la ciudad homónima y con rumbo noroeste, la costa también se presenta baja y rectilínea hasta acabar en el cabo Domingo, de 90 m s. n. m..
Características climáticas
Es una zona de las más ventosas del planeta, con vientos fuertes que soplan durante todo el año, más aún durante la primavera, principalmente del cuadrante oeste y sudoeste, pudiendo superar los 100 km/h.
El clima es semiárido, con una temperatura media anual de unos 5,5 °C, las precipitaciones anuales (uniformemente distribuidas) rondan los 361 mm, siendo las invernales mayormente en forma de nieve. En la clasificación de Papadakis se lo incluye en el clima estépico de «pradera patagónica», muy favorable para la producción de pasto y para la ganadería ovina.
Características oceanográficas
Las amplitudes de marea son notables en el área, llegando a un máximo cercano a los 10 m. Durante la pleamar las aguas marinas cubren todos los lomos limosos que marginan al cabo, pero la bajamar deja expuesto el fondo de una importante superficie marina. Las olas llegan a alturas de entre 7 y 10 m.

### Características biológicas
Además de contar con la presencia de numerosas especies de aves marinas costeras, sus playas sirven como estación final de descanso y alimentación en el verano austral para las enormes migraciones que llegan allí todos los años de aves limícolas neárticas, como son los chorlos y playeros de las familias escolopácidos y carádridos, destacando los porcentajes poblacionales de algunas especies que llegan al nordeste fueguino: el 13 % de la población americana del playero rojizo (Calidris canutus), el 43 % de la población sudamericana de la becasa de mar (Limosa haemastica), el 32 % de la población atlántica del playerito rabadilla blanca (Calidris fuscicollis), e importantes números de las poblaciones americanas del playero blanco (Calidris alba), del playero trinador (Numenius phaeopus), del vuelvepiedras (Arenaria interpres), etc.
Forma parte de la reserva Costa Atlántica, por lo que el área de la punta Popper es parte de la red hemisférica de reservas para aves playeras (RHRAP) con la categoría de «reserva hemisférica», «humedal de importancia internacional» por la convención Ramsar, y “área de aves endémicas” por el ICBP (BirdLife International).
Fitogeografía
Fitogeográficamente se encuentra en la región de las estepas magallánicas del sector norte de la isla Grande, pertenecientes al distrito fitogeográfico patagónico fueguino de la provincia fitogeográfica patagónica.
Ecorregiones
Ecorregionalmente pertenece a la ecorregión terrestre pastizales patagónicos. Sus aguas marinas se incluyen en la ecorregión marina plataforma patagónica. Las aguas del río Grande se insertan en la ecorregión de agua dulce Patagonia.

## Historia
Primitivos habitantes
Los originales pobladores de esta zona eran amerindios de la etnia selknam, los que se extinguieron como etnia a principios del siglo XX, por causa de los colonizadores europeos, y principalmente por la acción de las enfermedades que estos últimos portaban y que en los nativos causaban estragos por no poseer defensas inmunológicas en razón de su milenario aislamiento.

### Etimología toponímica

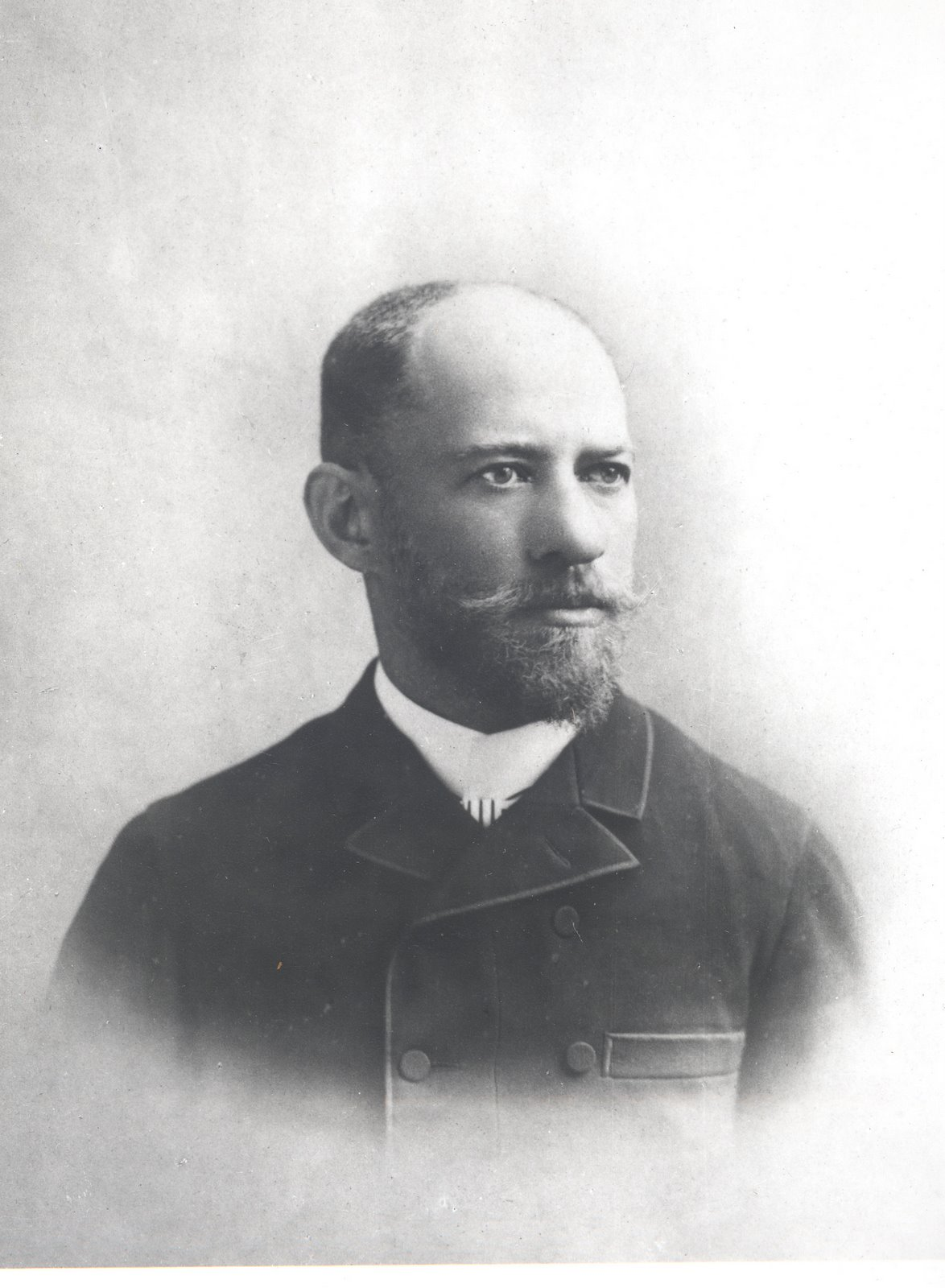
Fotografía del ingeniero, explorador, científico y empresario minero judeo-rumano —nacionalizado argentino— Julio Popper, en honor del cual la punta homónima lleva su nombre.

Etimológicamente, el topónimo “Popper” es un epónimo que honra al ingeniero, explorador, científico y empresario minero judeo-rumano —nacionalizado argentino— Julio Popper, uno de los principales desarrolladores de una visión geopolítica estratégica que promovía la soberanía argentina en los espacios australes sudamericanos y antárticos. Si bien de formas no exentas de polémicas, fue una pieza clave en el establecimiento y consolidación del poder del estado argentino en la zona esteparia de la isla Grande. Combatió eficazmente a las bandas de forajidos que asolaban sus establecimientos auríferos empleando los mismos métodos violentos que utilizó con los grupos de onas que lo atacaban defendiendo sus tierras ancestrales.
No es de extrañar que, en una época donde todavía había esclavitud en Sudamérica, y donde erradas reinterpretaciones de las teorías de Darwin dieron paso al darwinismo social, a los indígenas en general y en especial a los de costumbres más “primitivas” (definidas así por contraste con la cultura “civilizada”), en el Cono Sur se los tratara como seres inferiores, representantes de estadios inferiores en la escala evolutiva y sin los mismos derechos que los criollos o los europeos, al igual que ocurría en casi todos los rincones del globo con otros pueblos originarios, incluso con los no belicosos. Por ello, las acciones de los combates de Popper contra los indígenas eran las que comúnmente se aplicaban en esa época, llegando a tal punto de fotografiarse él con algún aborigen muerto, e incluso exhibiendo o regalando dichas imágenes, sin esto producir la esperable alarma que un hecho así causaría hoy.
Como contraparte, en 1890 Popper pidió al gobierno de la Argentina, bajo la Ley de Colonización Agrícola, 80 000 ha para entregarlas a 250 familias onas, construirles casas allí y enseñarles las artes agrícolas y del cuidado del ganado doméstico.

## Acceso
Desde Río Grande, se accede mediante la calle J. Portolán que parte hacia el norte desde la ruta nacional 3, justo luego de transponer el puente general Mosconi que permite superar al río Grande. A los pocos cientos de metros de recorrer por dicha calle se pasa por el muelle y antiguas instalaciones del exfrigorífico de la Corporación Argentina de Productores (C.A.P.), el cual funcionó desde el año 1908 hasta la década de 1970.  También es posible acceder por medio de la calle Wonska, del barrio Margen Sur o barrio CAP.